# Beaumarchés
Beaumarchés ist eine französische Gemeinde mit 679 Einwohnern (Stand 1. Januar 2022) im Département Gers in der Region Okzitanien. Sie gehört zum Kanton Pardiac-Rivière-Basse und zum Arrondissement Mirande.
Im Südwesten des Gemeindegebietes verläuft der Fluss Arros sowie sein Zufluss Larté. Nachbargemeinden sind Lasserrade im Nordwesten, Couloumé-Mondebat im Norden, Louslitges im Nordosten, Courties im Osten, Tourdun im Südosten, Juillac im Süden, Ladevèze-Rivière im Südwesten und Saint-Aunix-Lengros und Plaisance im Westen.

## Bevölkerungsentwicklung
| Jahr                       | 1962 | 1968 | 1975 | 1982 | 1990 | 1999 | 2008 | 2016 |
| -------------------------- | ---- | ---- | ---- | ---- | ---- | ---- | ---- | ---- |
| Einwohner                  | 690  | 620  | 544  | 548  | 549  | 588  | 666  | 668  |
| Quellen: Cassini und INSEE |      |      |      |      |      |      |      |      |

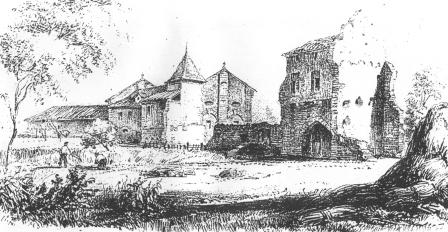
Abbaye de la Case-Dieu
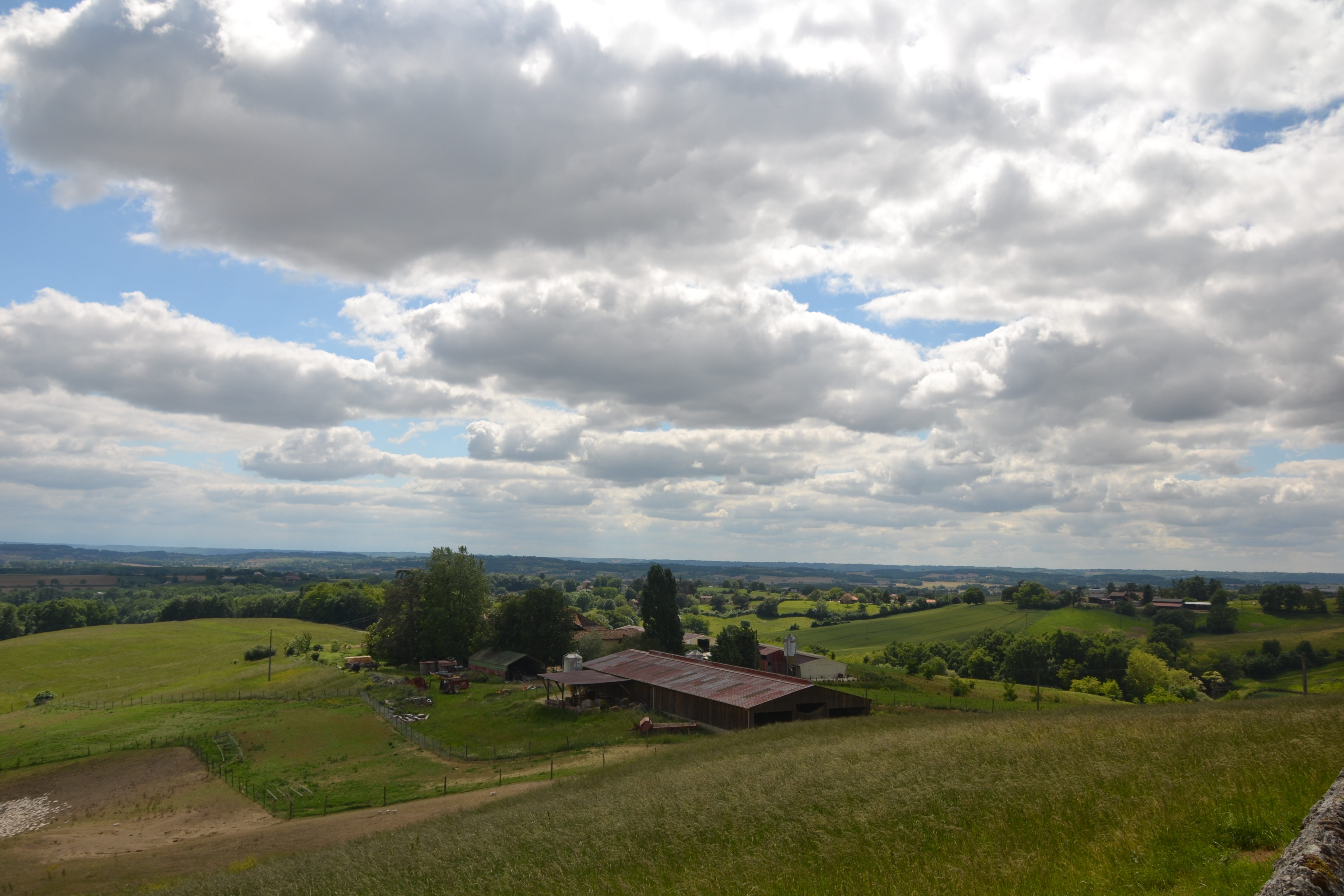
Ortsteil Cayron
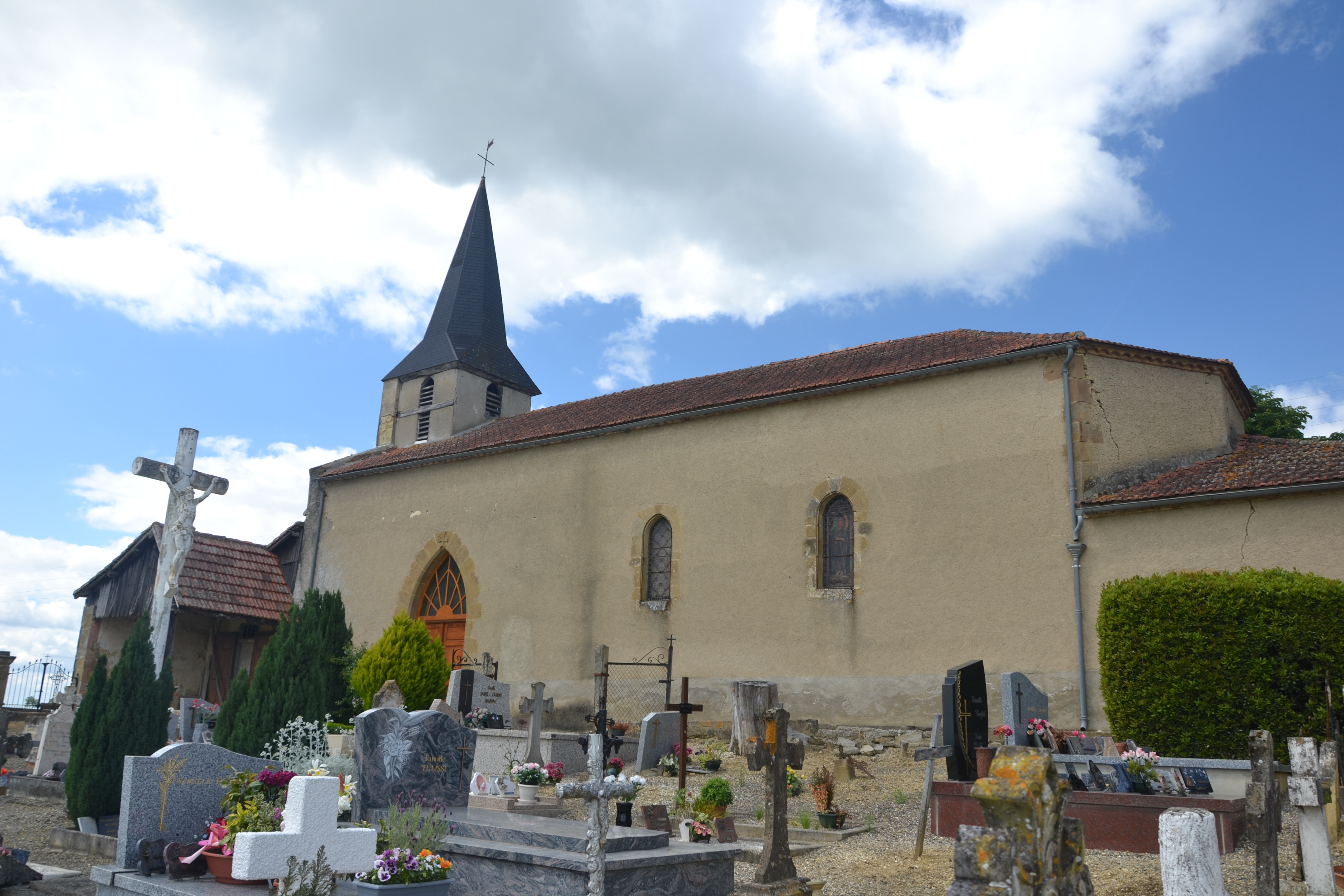
Kirche Saint-Jean-Baptiste in Cayron
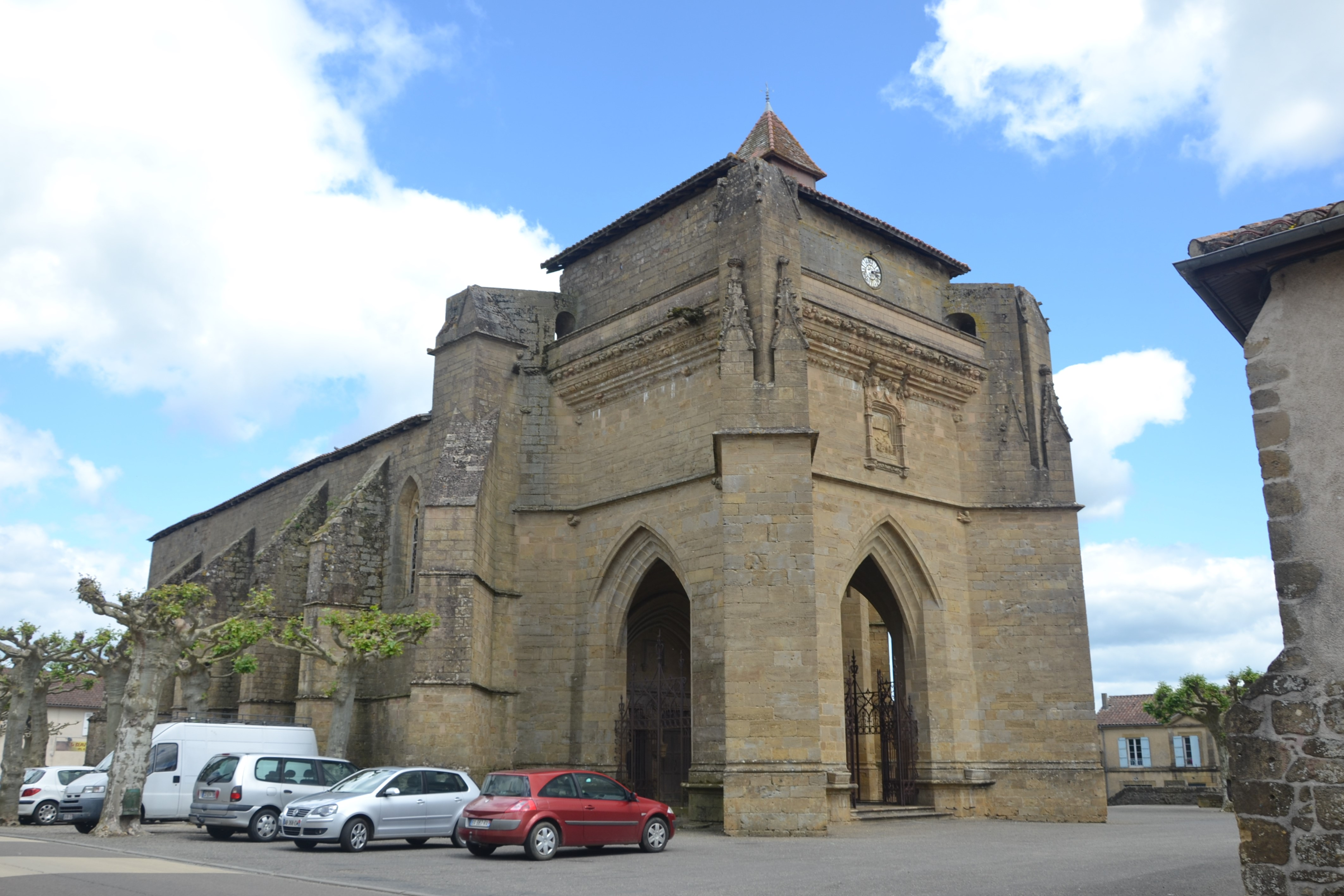
Kirche Nativité-Notre-Dame, Monument historique seit 1926